# Municipio de Queréndaro
El municipio de Queréndaro es uno de los 113 municipios en que se encuentra dividido para su régimen interior el estado mexicano de Michoacán de Ocampo.

## Toponimia
El nombre Queréndaro proviene del chichimeca y se interpreta como «lugar de peñascos».

## Historia
La zona que actualmente ocupa el municipio estuvo habitada desde tiempos prehispánicos por pueblos asociados a la cultura chupícuaro, que a partir de la existencia de cuerpos de agua desarrollaron diversas actividades, entre ellas la agricultura en terrazas de cultivo. A fines del siglo XVI se produjo la llegada de los jesuitas, que entre sus acciones crearon haciendas en distintos puntos del territorio, con el objetivo de sostener económicamente sus actividades religiosas. Una de ellas fue la Hacienda de Queréndaro, de la que se cuenta con registros desde 1635. La hacienda era propiedad del Obispado de Valladolid de la Nueva España (actual Morelia) y se dedicaba a la cría de ganado. Bajo la administración del Colegio de Valladolid la hacienda era sumamente próspera y además de la ganadería, desarrollaba cultivos de maíz y trigo, favorecida por las prerrogativas que le permitieron expandir su superficie a expensas de los habitantes originales y hacer uso de mano de obra indígena.
Tras la expulsión de los jesuitas, la extensa hacienda pasó a manos de diversos propietarios privados. A principios de siglo XX y en el marco de las leyes agrarias, se ordenó la expropiación de parte de las tierras, que se distribuyeron entre varios ejidos.
En 1921 por Decreto n.º 41 del Congreso de Michoacán de Ocampo se estableció la creación del municipio.

## Ubicación, superficie y límites

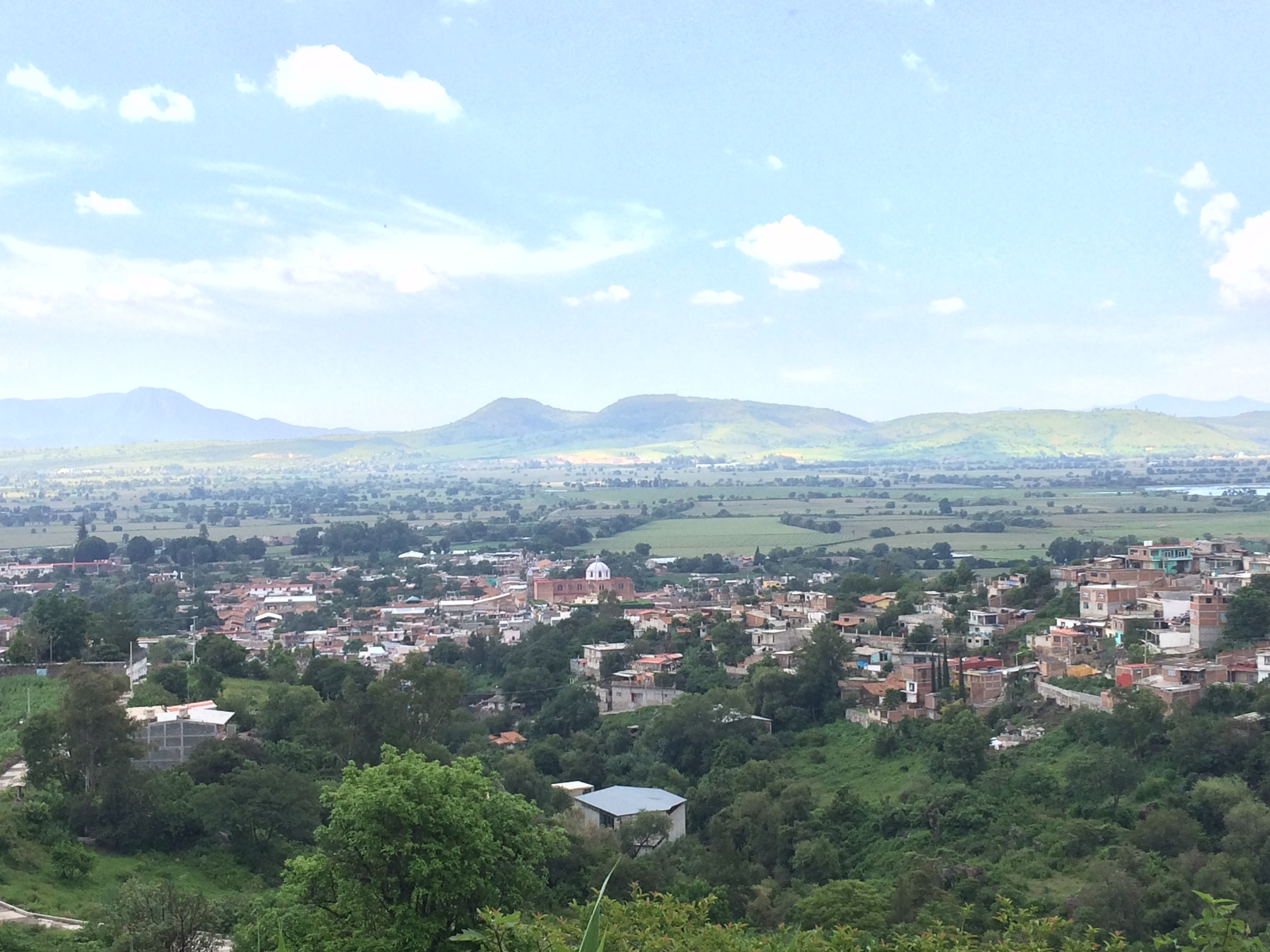
Foto tomada desde la peña rajada.

Se encuentra en la zona noreste del estado de Michoacán y ocupa una superficie de algo más de 235 km². Limita al norte con el Zinapécuaro; al este con los municipios de Zinapécuaro e Hidalgo; al sur con los municipios de Hidalgo y Tzitzio, al oeste con los municipios de Indaparapeo y Zinapécuaro.
Queréndaro, cabecera del municipio, se encuentra en la ubicación 19°48′37″N 100°53′31″O / 19.81028, -100.89194, a una altitud de 1852 m s. n. m.
Junto con los municipios de Acuitzio,  Cuitzeo, Charo, Chucándiro, Copándaro, Huandacareo, Indaparapeo, Morelia, Santa Ana Maya, Tarímbaro y Zinapécuaro, integra la región 3-Cuitzeo del estado de Michoacán.

## Demografía
La población total del municipio de Queréndaro es de 13 961 habitantes, lo que representa un crecimiento promedio de 0.31% anual en el período 2010-2020 sobre la base de los 13 550 habitantes registrados en el censo anterior. Al año 2020 la densidad del municipio era de 59,44 hab/km².
| Gráfica de evolución demográfica de Municipio de Queréndaro entre 2000 y 2020 |
|                                                                               |
| Fuente: Instituto Nacional de Estadística Geografía e Informática             |

En el año 2010 estaba clasificado como un municipio de grado medio de vulnerabilidad social, con el 16.69% de su población en estado de pobreza extrema.
La población del municipio está mayoritariamente alfabetizada (10.85% de personas analfabetas al año 2010) con un grado de escolarización en torno de los 6.5 años. Solo el  0.24% de la población se reconoce como indígena.
El 95.98% de la población profesa la religión católica. El 1.87% adhiere a las iglesias Protestantes, Evangélicas y Bíblicas.

### Localidades
En el censo de 2020 el municipio de Queréndaro contaba con 31 localidades.
| Código INEGI      | Localidad         | Población (2020) |
| ----------------- | ----------------- | ---------------- |
| 160720001         | Queréndaro        | 9 473            |
| 160720019         | Pueblo Viejo      | 1 064            |
| Otras localidades | Otras localidades | 3 424            |
| Total municipal   | Total municipal   | 13 961           |